# Mistrzostwa Czech w Skokach Narciarskich 2017 (wrzesień)
Mistrzostwa Czech w Skokach Narciarskich 2017 – zawody o mistrzostwo Czech na igelicie rozegrane zostały w dniach 28-29 września 2017 roku na komplekcie skoczni Ještěd w Libercu. 
Zmagania w kategorii mężczyzn odbyły się na skoczni dużej (HS134), a wygrał je Tomáš Vančura. Za nim na podium znaleźli się Čestmír Kožíšek wraz z Viktorem Poláškiem. Na starcie zawodów zabrakło Romana Koudelki. Do konkursu przystąpiło 22 skoczków, w tym trzech reprezentantów Ukrainy oraz jeden zawodnik z Niemiec.
Konkurs kobiet rozegrano dzień później na skoczni średniej (HS100). Wystartowało tylko pięć zawodniczek, najlepszą z nich okazała się Jana Mrákotová. Tuż za nią na drugim miejscu uplasowała się Barbora Blažková, a dalej już z widoczną stratą podium zamknęła Štěpánka Ptáčková.

## Wyniki

### Konkurs indywidualny mężczyzn (HS134)
| Miejsce | Zawodnik             | Klub          | Skok 1  | Skok 2  | Punkty |
| ------- | -------------------- | ------------- | ------- | ------- | ------ |
| 1.      | Tomáš Vančura        | Dukla Liberec | 125,5 m | 137,5 m | 240,0  |
| 2.      | Viktor Polášek       | Dukla Liberec | 125,0 m | 130,0 m | 231,1  |
| 3.      | Čestmír Kožíšek      | LSK Lomnice   | 122,0 m | 133,0 m | 229,6  |
| 4.      | Vojtěch Štursa       | Dukla Liberec | 125,0 m | 127,0 m | 221,2  |
| 5.      | Lukáš Hlava          | Dukla Liberec | 120,0 m | 129,0 m | 213,3  |
| 6.      | Jakub Janda          | Dukla Liberec | 120,0 m | 125,0 m | 213,1  |
| 7.      | Filip Sakala         | Dukla Liberec | 125,0 m | 120,0 m | 209,6  |
| 8.      | Witalij Kaliniczenko | Worochta      | 109,5 m | 106,5 m | 151,9  |
| 9.      | Damián Lasota        | TŽ Třinec     | 121,0 m | 98,5 m  | 123,5  |
| 10.     | František Holík      | Dukla Liberec | 117,0 m | 121,0 m | 123,1  |
| ...     |                      |               |         |         |        |

### Konkurs indywidualny kobiet (HS100)
| Miejsce | Zawodnik            | Klub      | Skok 1 | Skok 2 | Punkty |
| ------- | ------------------- | --------- | ------ | ------ | ------ |
| 1.      | Jana Mrákotová      | JKL Desná | 85,0 m | 91,5 m | 240,0  |
| 2.      | Barbora Blažková    | JKL Desná | 83,5 m | 90,0 m | 230,5  |
| 3.      | Štěpánka Ptáčková   | JKL Desná | 82,5 m | 81,5 m | 217,0  |
| 4.      | Karolína Indráčková | JKL Desná | 71,0 m | 80,5 m | 187,5  |
| 5.      | Veronika Ptáčková   | JKL Desná | 65,0 m | 69,5 m | 143,5  |